# Karl Albert (Bildhauer)
Karl Albert (* 1743 in Gabolshausen; † 1819 bei Rügheim) war ein deutscher Bildhauer des Rokoko.

## Leben

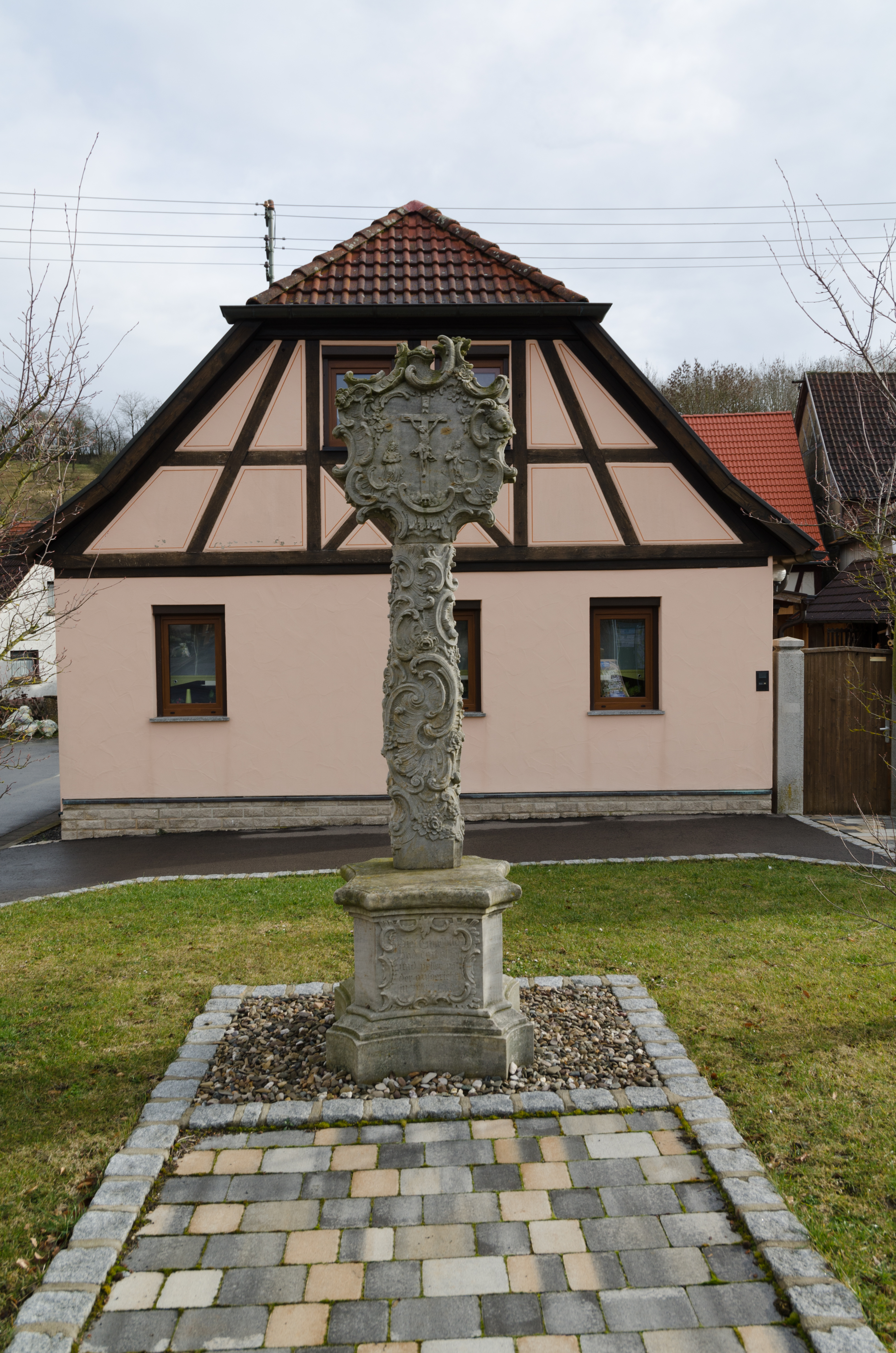
Gabolshausen, Torweg: Replik des von Karl Albert 1767 geschaffenen Gabolshausener Bildstockes im Stil des Rokoko

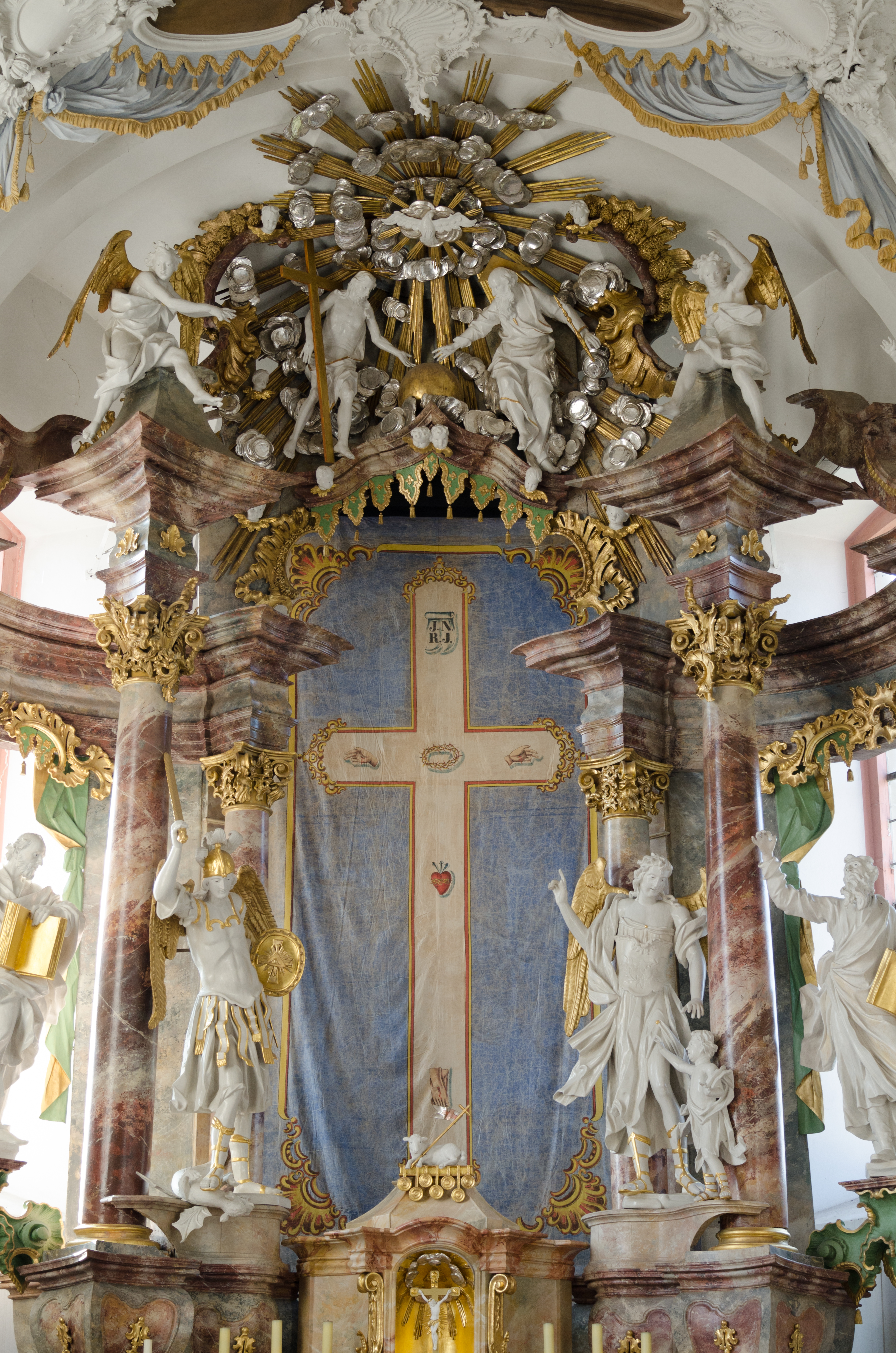
1777: Erzengel-Figuren Michael und Raphael als Ergänzung des Hochaltars in der Dorfkirche von Eyershausen

Karl Albert wurde als achtes Kind eines Gabolshäuser Bauern geboren. Zwar hatte er selbst sein Talent für die Bildhauerei früh erkannt, doch fehlte ihm ein Fürsprecher und mit diesem die Möglichkeit, in einer der großen, namhaften Werkstätten eine Ausbildung zu machen. So absolvierte er bei dem Steinmetz Peter Polder eine Lehre, schuf aber bald schon eigene Bildstöcke.
Einen eigenen Bildhauerbetrieb durfte Albert jedoch nicht anmelden, solange er nicht verheiratet war – seinerzeit eine der Voraussetzungen zur Führung eines solchen Betriebes. So blieb er den Großteil seines Lebens ohne größere Auftragsvergaben – und ohne Anerkennung als großer Bildhauer seiner Zeit.
Nachdem Karl Albert 1775 geheiratet hatte, durfte er endlich eine eigene Bildhauerwerkstatt eröffnen. Doch die Zeit hatte gegen ihn gearbeitet. Die Arbeiten Alberts waren der Kunstform des Rokoko verpflichtet, während vielerorts bereits der Klassizismus diese Vorgänger-Form abgelöst hatte.
Nachdem seine Frau bereits verstorben war, starb auch Karl Albert als armer Witwer im 76. Lebensjahr. Er wurde nach einer kalten Winternacht – mutmaßlich nach einem Schlaganfall – erfroren auf einem Feldweg nach Rügheim gefunden.

## Bekannte Werke (Auswahl)
- Als eines der bedeutendsten Werke Karl Alberts gilt sein Gabolshausener Bildstock.[1]
- 1777: Erzengel-Figuren Michael und Raphael als Ergänzung des Hochaltars in der Dorfkirche von Eyershausen[2]
- Bildstock, aufgestellt vor dem Nebengebäude des Hotels Vier Jahreszeiten in Bad Königshofen[1]